# Московский тракт (Томск)
Моско́вский тракт — улица в Томске. Начинается от Ново-Соборной площади, спускается на запад к пойме Томи, и на большей части длины идёт на юг параллельно реке до развязки у Коммунального моста на правом берегу, у которой ранее заканчивалась. Позднее граница улицы была продлена за мост, на левый берег Томи, до выезда из города в направлении Юрги (подъезд к федеральной автодороге «Сибирь»). Московский тракт служил основным въездом в город с западной стороны до постройки Коммунального моста в 1973 году.

## История
Исторически являлся частью Сибирского тракта. Сибирский путь был учреждён царским указом 12 ноября 1689 года. Фактически стал прокладываться после 1730 года.
Впервые, как улица Томска, упоминается в списке в 1908 года. Тем не менее, давно воспринимался как «лицо города» при въезде в него из столицы и вызывал заботу у руководителей города о придании ему пристойного вида. На улице были установлены 89 столбов с керосиновыми фонарями. В первой половине XIX века с наступлением сумерек томичи имели обыкновение прогуливаться в этих местах, что компенсировало им отсутствие в Томске клубов и театра. На Московском тракте при въезде в город был устроен коммерческий сад «Алтай».
В XIX веке по тракту проезжало до 100 000 подвод ежегодно. В 1865 году И. Завалишин в своем труде «Описании Западной Сибири» назвал Томск «истинным, а не искусственным центром Сибири».
Для обслуживания гужевого транспорта на въезде в город существовали десятки кузниц, кузнечно-слесарные мастерские В. М. Колесникова, продажа сбруи и шорного товара И. Ф. Слизневского, бондарное заведение Г. Ф. Аверина, постоялые дворы, а также лесопильный завод А. С. Лопуховой, находившийся первоначально на месте университета пивоваренный завод Р. И. Крюгера (1877, позднее переведенный на место современного владения 46), ипподром Томского общества охотников конского бега А. К. Королёвой (в 1889 году перенесён в другое место).
На Московском тракте был построен театр Е. И. Королёва (1885, позади современного здания ТУСУРа), сгоревший в пожаре 20 октября 1905 года во время черносотенного погрома и впоследствии разобранный.
В 1912—1914 годах на тракте была построена «Белая мечеть».

## Известные здания

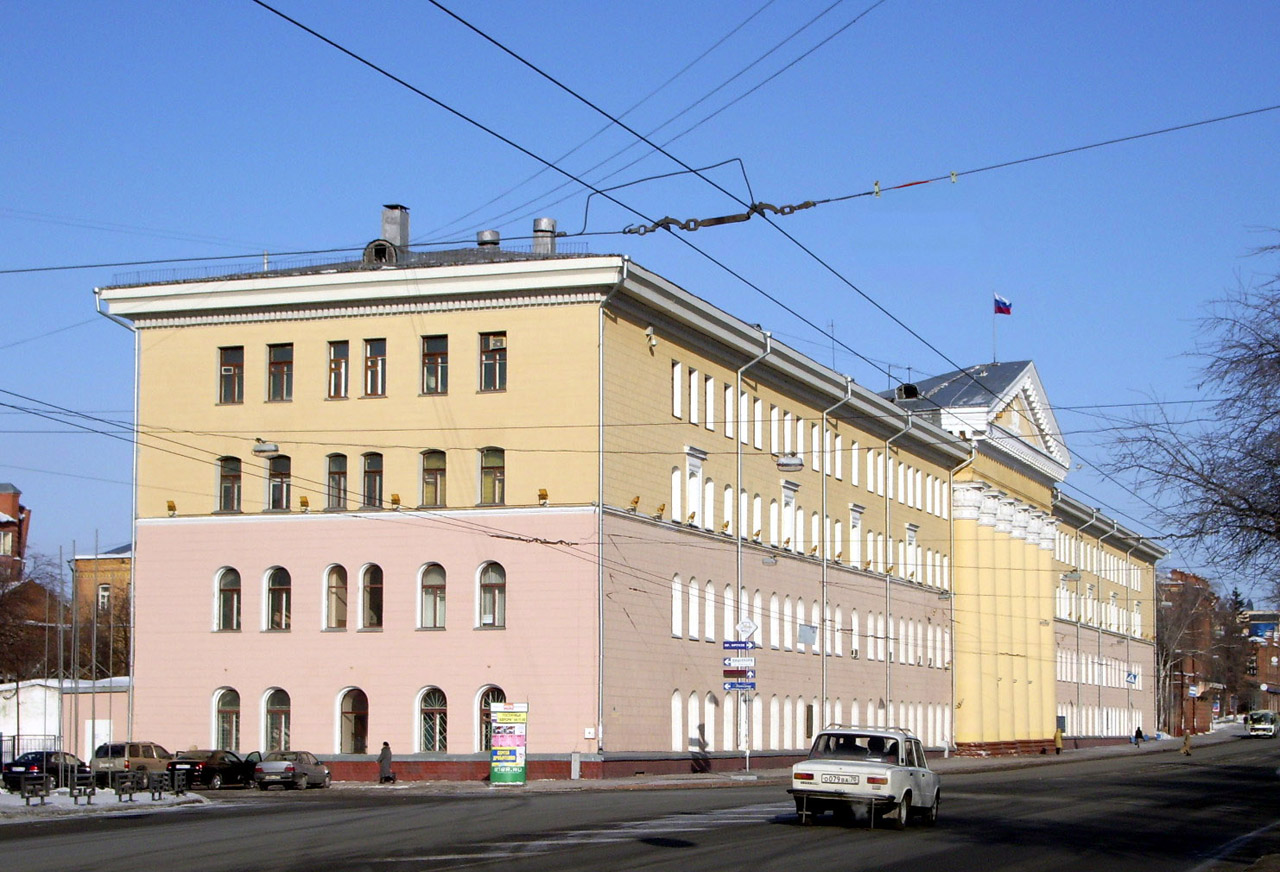
Здание главного корпуса ТУСУРа на углу с проспектом Ленина. Начало Московского тракта (на фото уходит влево)

- дом 2 — Сибирский государственный медицинский университет (СибГМУ);
- дом 3 — Генетическая клиника;
- дом 4 — Детская городская больница № 1;
- дом 6 — Общежитие № 1 СибГМУ;
- дом 8 — корпус № 4 ТГУ;
- дом 43 — Белая соборная мечеть;
- дом 46 — «Томское пиво»;
- дом 121 — часовня Армянской апостольской церкви.

## Современность
В настоящее время улица не является ни бульваром, где любят прогуливаться горожане (эта роль перешла к проспекту Кирова), ни культурным центром (погибший в пожаре театр Е. Королёва восстановлен не был), ни главной транспортной магистралью (ныне это — проспект Ленина), ни «воротами города», представляя собой городскую окраину с элементами промзоны и спального района.
Преобладающая деревянная застройка улицы в немногих местах изменилась, улица застраивается многоэтажными жилыми домами по современным проектам, однако, не образующими общего архитектурного ансамбля.

## Галерея

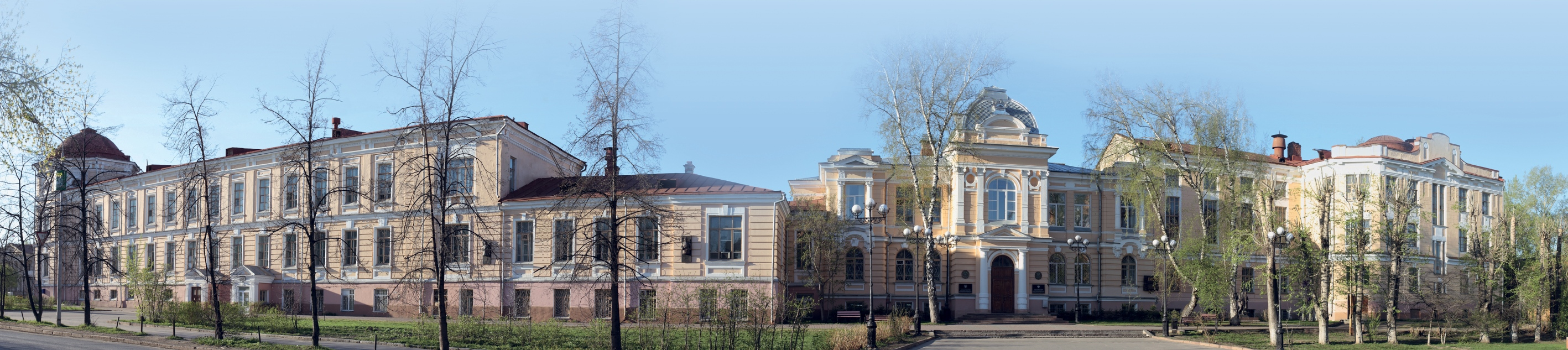
Сибирский государственный медицинский университет, начало улицы.
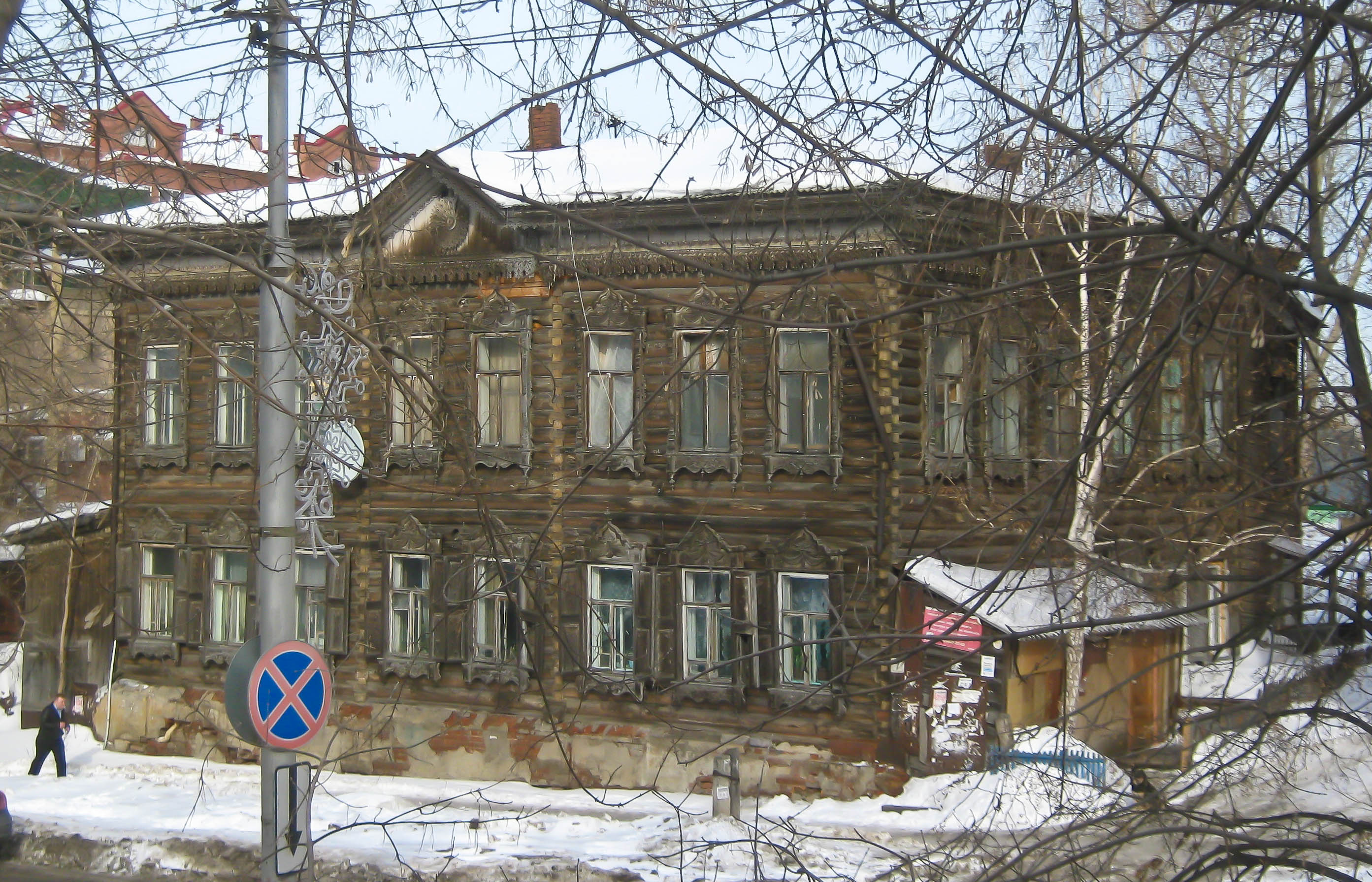
Московский тракт, 7.
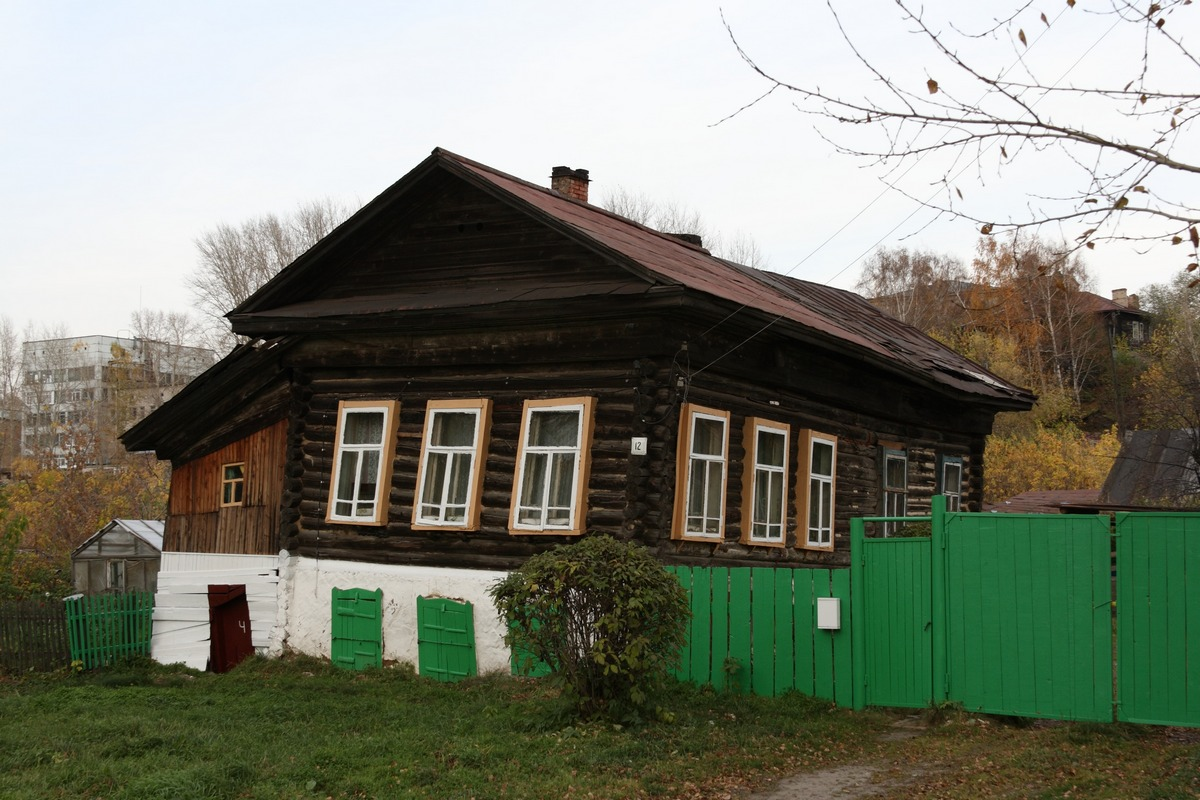
Московский тракт, 12.
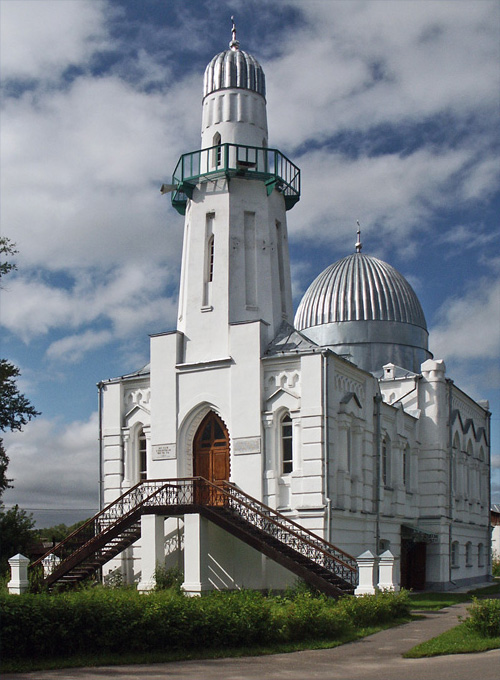
Белая мечеть.
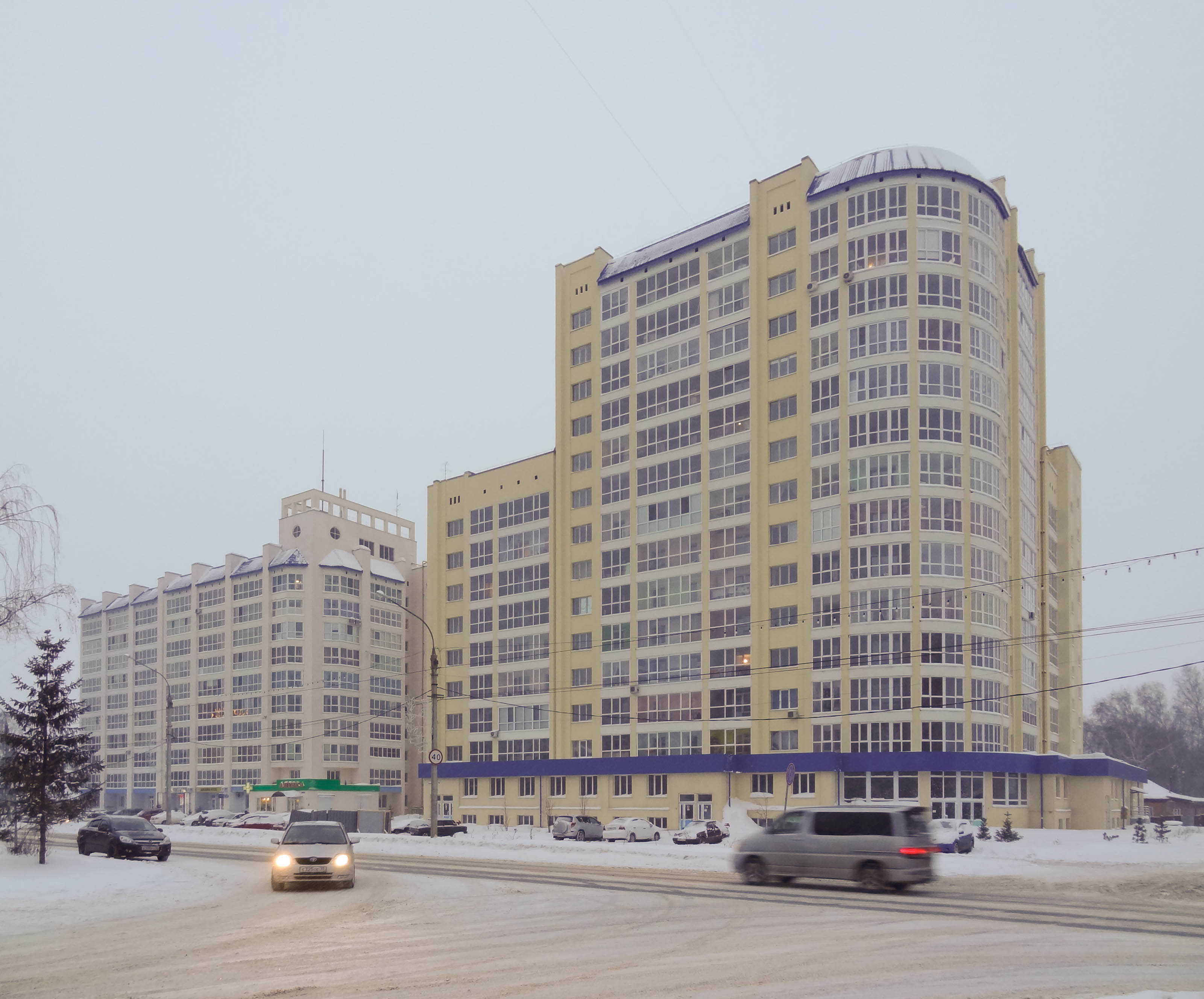
Московский тракт, 83.
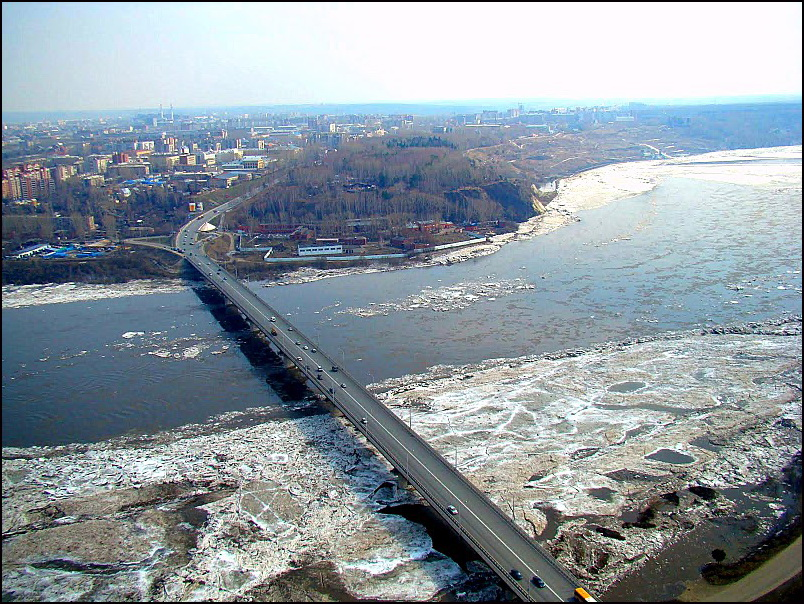
Коммунальный (Старый, Южный) мост через Томь, по  которому проходит Московский тракт.